# 札幌祖霊神社

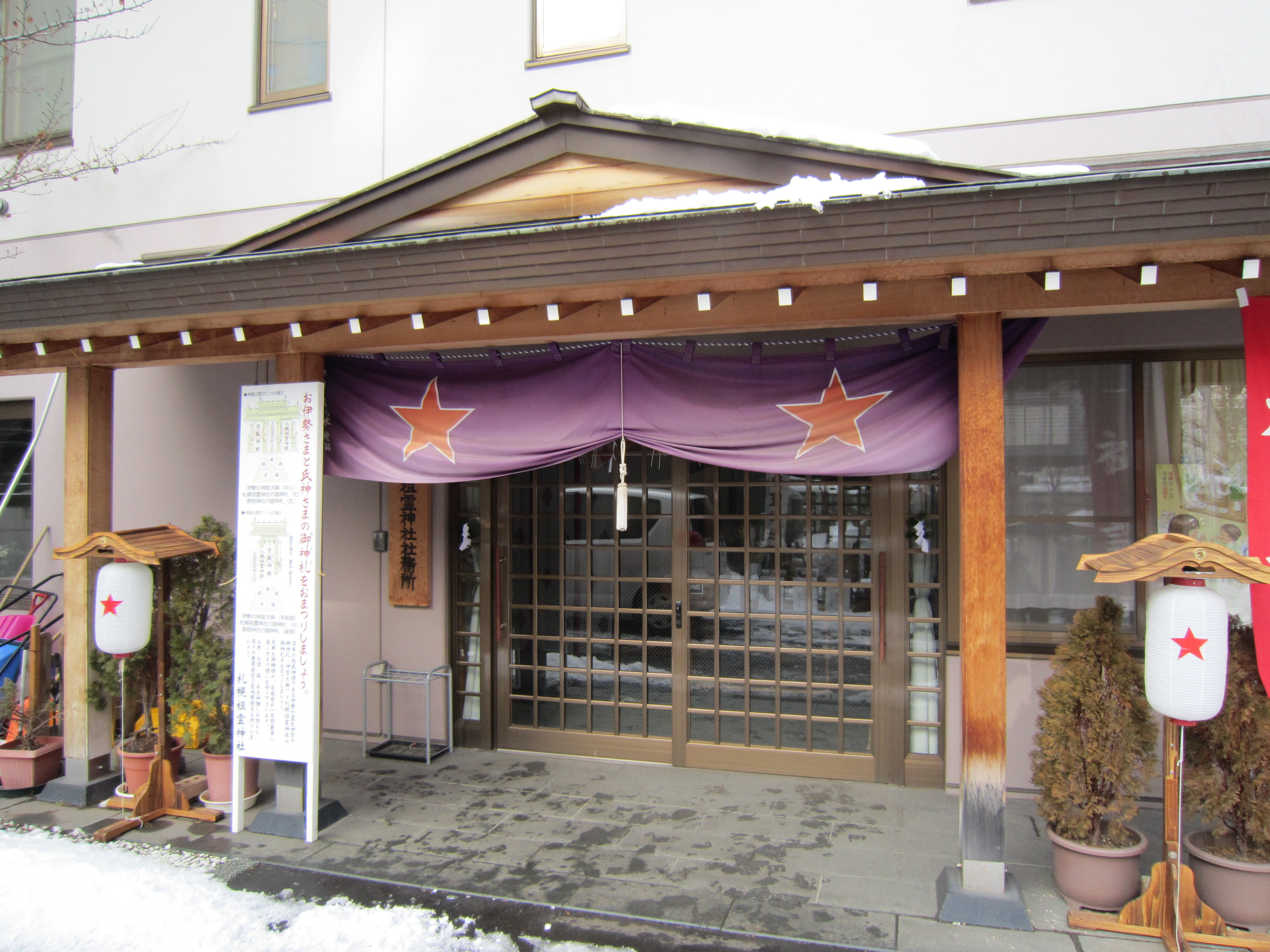
赤星紋が飾られた社務所

札幌祖霊神社（さっぽろそれいじんじゃ）は、北海道札幌市中央区南5条西8丁目1番地にある神社。
社紋は赤星紋で、サッポロビールと同じである。

## 祭神・配神
- 天照皇大神（あまてらすすめおおかみ）
- 天神地祇八百万神（てんじんちぎ やおよろずのかみ）
- 氏子祖霊神（うじこそれいしん）
- 天祖三神（てんそさんじん）
- 大国主神（おおくにぬしのかみ）
- 産土大神（うぶすなのおおかみ）
- 皇霊神（こうれいしん）

## 歴史
1871年（明治4年）、開拓次官の黒田清隆の発案により創祀。開拓使が移民に対し神道葬祭を行うよう指示したことにより、暁野墓地に神道葬祭場が設けられた。
その後、札幌神社が葬儀の取扱を停止したことを受け、1885年（明治18年）に大名貴大神（大国主）の分霊を札幌神社から奉迎して、葬祭場の小祠を東雲祠（しののめし）と改めた。
1910年（明治43年）12月には類焼に見舞われるが、翌年に改築を着手し、1919年（大正8年）に竣工した。
神社として公認されたのは戦後になってからである。